# Мария Йозефа Саксонская
Мария Йозефа Саксонская (нем. Maria Josepha von Sachsen; 31 мая 1867, Дрезден — 28 мая 1944, Вильденварт, Бавария) — саксонская принцесса, мать последнего императора Австрии Карла I.

## Биография
Принцесса Мария Йозефа родилась в семье короля Саксонии Георга и его супруги, принцессы Марии Анны Брагансы, дочери королевы Португалии Марии II и короля Фернанду II. Сестра последнего короля Саксонии Фридриха Августа III.
Во время Первой мировой войны Мария Йозефа ухаживала за ранеными в больницах Вены. В 1919 году она покинула Австрию с сыном императором Карлом I и его супругой Цитой Бурбон-Пармской и поселилась в Швейцарии, а в 1921 году переехала в Германию. Принцесса умерла в 1944 году, пережив своего старшего сына-императора. Похоронена в Императорской усыпальнице в Вене рядом с мужем.

## Семья
2 октября 1886 году 19-летняя Мария Йозефа вышла замуж за эрцгерцога Отто Франца Австрийского, младшего брата эрцгерцога Франца Фердинанда. У супругов родилось два сына:
- Карл Франц (1887—1922), женился на принцессе Ците Бурбон-Пармской, император Австрии в 1916—1918 годах.
- Максимилиан Евгений, эрцгерцог Австрийский (1895—1952), женился на принцессе Франциске Гогенлоэ-Вальденбургской.

## Титулы
- 31 мая 1867 — 2 октября 1886: Её Королевское Высочество Принцесса и герцогиня Мария Йозефа Саксонская
- 2 октября 1886 — 28 мая 1944: Её Императорское и Королевское Высочество Эрцгерцогиня и принцесса Мария Йозефа Австрийская, принцесса Венгрии, Чехии и Богемии, принцесса и герцогиня Саксонская